# ऋ
Cette page contient des caractères spéciaux ou non latins. S’ils s’affichent mal (▯, ?, etc.), consultez la page d’aide Unicode.
ऋ, transcrit ṛ et appelé r vocalique, est une voyelle de l’alphasyllabaire devanagari.

## Représentations informatiques
Ses Unicode sont :
| formes       | représentations | chaînes de caractères | points de code | descriptions                               |
| ------------ | --------------- | --------------------- | -------------- | ------------------------------------------ |
| indépendante | ऋ               | ऋ                     | U+090B         | lettre devanagari r vocalique              |
| dépendante   | ृ                | ◌ृ                     | U+0943         | diacritique voyelle devanagari r vocalique |